# Nuevo Arroyo Grande
Nuevo Arroyo Grande är en ort i Mexiko.   Den ligger i kommunen Playa Vicente och delstaten Veracruz, i den sydöstra delen av landet, 400 km öster om huvudstaden Mexico City. Nuevo Arroyo Grande ligger 154 meter över havet och antalet invånare är 104.
Terrängen runt Nuevo Arroyo Grande är platt. Runt Nuevo Arroyo Grande är det ganska glesbefolkat, med 24 invånare per kvadratkilometer. Närmaste större samhälle är Playa Vicente, 17,0 km väster om Nuevo Arroyo Grande. Omgivningarna runt Nuevo Arroyo Grande är en mosaik av jordbruksmark och naturlig växtlighet.